# Облога Підни
Облога Підни – бойові дії завершального етапу Другої війни діадохів, внаслідок яких македонський регент Кассандр примусив капітулювати мати Александра Македонського Олімпіаду Епірську.  

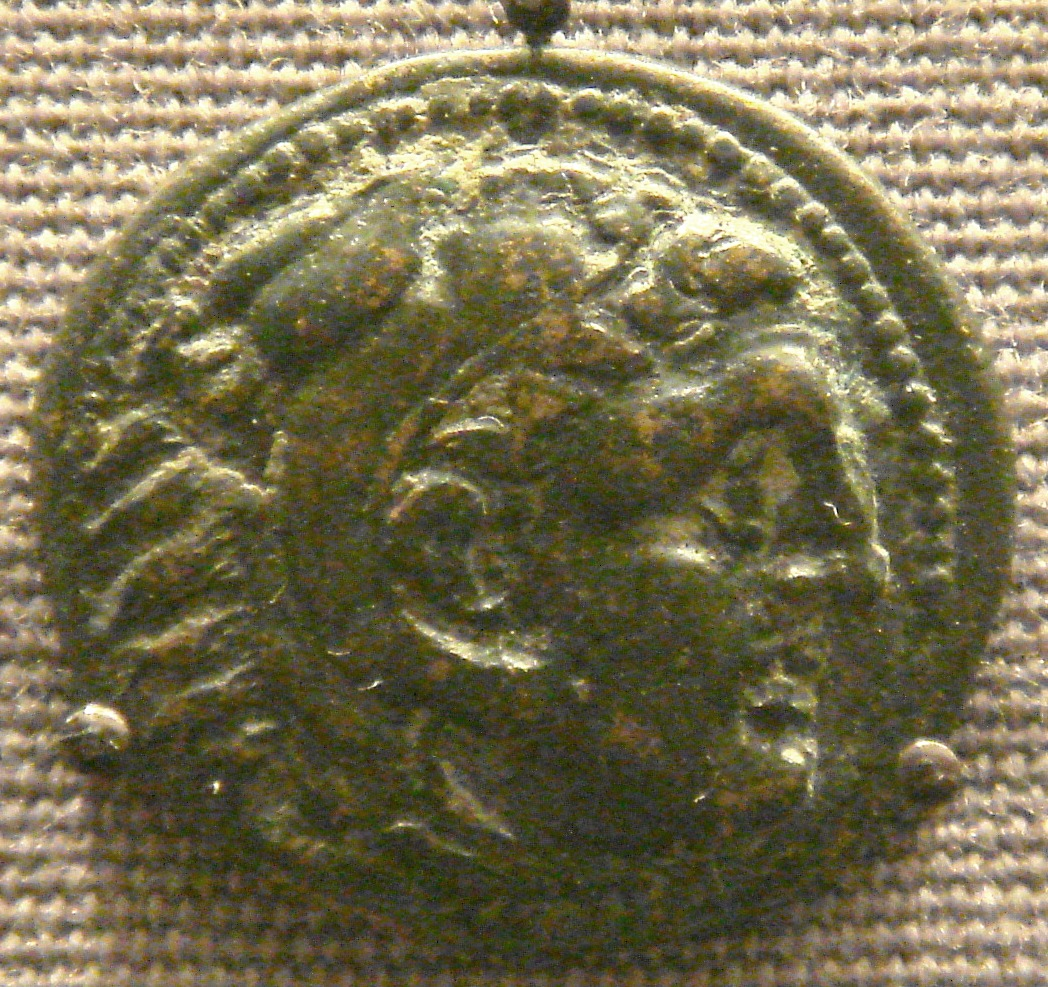
Кассандр

Скориставшись походом Кассандра на Пелопоннес проти Полісперхона, Олімпіада у 317 р. до н.е. виступила з військом із Епіру та захопила владу у Македонії. Після цього Кассандр спішно повернувся на північ, де прихильники Олімпіади не наважились стати до битви та зачинились у містах. Сама матір Александра обрала Підну, розташовану на західному узбережжі Салонікської затоки. Разом з нею тут перебували дружина Александра бактріанка Роксана (мати малолітнього царя Александра IV) та позашлюбний син Александра Геракл. Також у Підні опинилось багато дружин македонських вельмож – як відзначає Юстин, почт блискучий, але даремний.  
На початку зими 317/316 р. до н.е. Кассандр узявся за облогу Підни, оточивши її зі сторони суходолу частоколом. Здійснювалась і блокада з моря, для чого регент мобілізував кораблі у своїх союзників. Також до околиць Підни доправили різноманітні метальні та облогові машини.
Отримавши інформацію, що цар Епіру Еакід (двоюрідний брат Олімпіади) готується прийти до неї на допомогу, Кассандр вислав військо під проводом Атаррія, котре перехопило гірські проходи. У армії Еакіда спалахнули заворушення, які змусили його відпустити більшість воїнів, котрі не бажали брати участь у війні з Македонією. Із залишком війська епірський цар не зміг подати Олімпіаді ніякої допомоги, до того ж невдовзі його позбавили влади й у самому Епірі, прийнявши від Кассандра у якості регента Ліциска.  
Інша загроза деблокади Підни виходила від Полісперхона, котрий виступив зі своїм військом на північ. Проте ще один полководець Кассандра Каллас перехопив його у Перребії (область на півночі Фессалії) та зміг підкупити більшість воїнів, котрі покинули Полісперхона.
Хоча Кассандр не брався штурмувати місто (зокрема, через зимові бурі), проте він швидко зміг поставити обложених у важку ситуацію. У Підні не були наготовані запаси продовольства і швидко почався голод. Коней та в’ючних тварин забивали для їжі.  Слонів намагались кормити опилками, проте через якийсь час вони загинули. Далі померло багато воїнів, у місті почались випадки трупоїдства. Місто швидко наповнювалось мертвими, лише частину з яких ховали, тоді як інших викидали за мури.
Навесні через нестерпний голод чимало воїнів згуртувались та домоглися від Олімпіади права покинути Підну. Кассандр прийняв дезертирів дуже гостинно та розіслав по країні, чим схилив на свою сторону всю Македонію окрім Амфіполя та Пелли, де тримались залоги під началом Аристоноя та Моніма.
Не маючи надій на допомогу ззовні, Олімпіада вирішила втекти з Підни. Полісперхон направив до неї пентеру, проте солдати Кассандра перехопили вісника, котрий мав повідомити про те, де стало на якір це судно. Пентера виявилась захопленою Кассандром, а Олімпіада у відчаї погодилась на капітуляцію. Услід за цим вона наказала Аристоною здати Амфіполь (Монім капітулював одразу по отриманні звістки про здачу Підни).
Хоча Олімпіаді пообіцяли особисту безпеку, проте багато знатних македонців бажали помститись їй, адже за час правління вона наказала вбити біля сотні осіб, у яких вбачала загрозу. Серед останніх був недоумкуватий цар Філіпп Аррідей (його дружину примусили накласти на себе руки) та брат Кассандра. Зібраний ворогами Олімпіади суд присудив її до страти, проте воїни не змогли підняти руку на матір Александра Македонського. Тоді Олімпіаду забили камінням родичі страчених за її наказами.